# Parvulastra parvivipara
Parvulastra parvivipara är en sjöstjärneart som först beskrevs av Keough och Dartnall 1978.  Parvulastra parvivipara ingår i släktet Parvulastra och familjen Asterinidae. Inga underarter finns listade i Catalogue of Life.